# Juichi Wakisaka
Juichi Wakisaka, född den 29 juli 1972 i Nara, Japan, är en japansk racerförare.

## Racingkarriär
Wakisaka tävlade med formelbilar för första gången i det Japanska F3-mästerskapet 1995, där han slutade på en sjätte plats. 1996 slog Wakisaka igenom ordentligt då han vann titeln. Mellan 1997 och 2004 tävlade Wakisaka sedan i Formel Nippon, där han blev trea tre gånger; 1998, 2002 och 2003. Han vann totalt fem race i serien. Wakisaka blev även mästare i Super GT 2006.